# Wat Kham Chanot

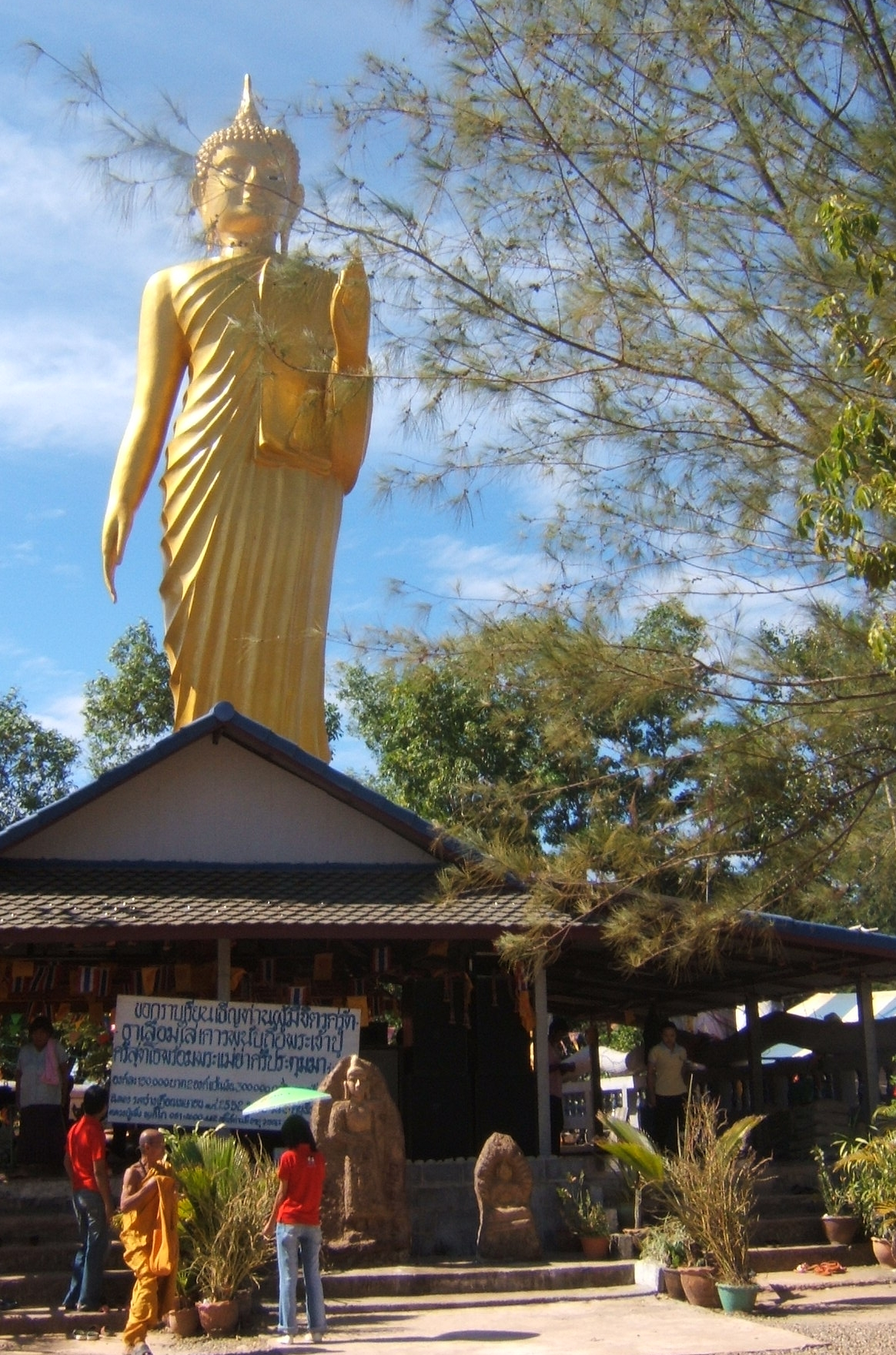
Größte Buddha-Statue des Wat Kham Chanot

Wat Kham Chanot (Thai วัดคำชะโนด), offiziell Wat Sirisuttho (วัดศิริสุทโธ) ist ein buddhistischer Tempel in Amphoe Ban Dung, Provinz Udon Thani. Der Tempel liegt an einem See im Wang-Nakhin-Gebiet, wo die mythische Nagaschlange leben soll.
Die Verehrung der Naga ist eines der Themen dieses kleinen Wats, der von etwa zehn Mönchen bewohnt wird. Die Naga soll auf einer kleinen Insel im See leben, die durch eine Brücke mit den Bauten des Wat verbunden wurde und auf der sich ein größerer ummauerter Brunnen befindet. Ursprünglich befand sich der Wat auf der Insel. Der Bodhi-Baum steht ebenfalls auf der Insel.
Zum Tempel gehören auch ein kleiner Zoo mit Schildkröten. Gegenüber dem Ubosot befindet sich ein kleiner Markt für die Besucher.

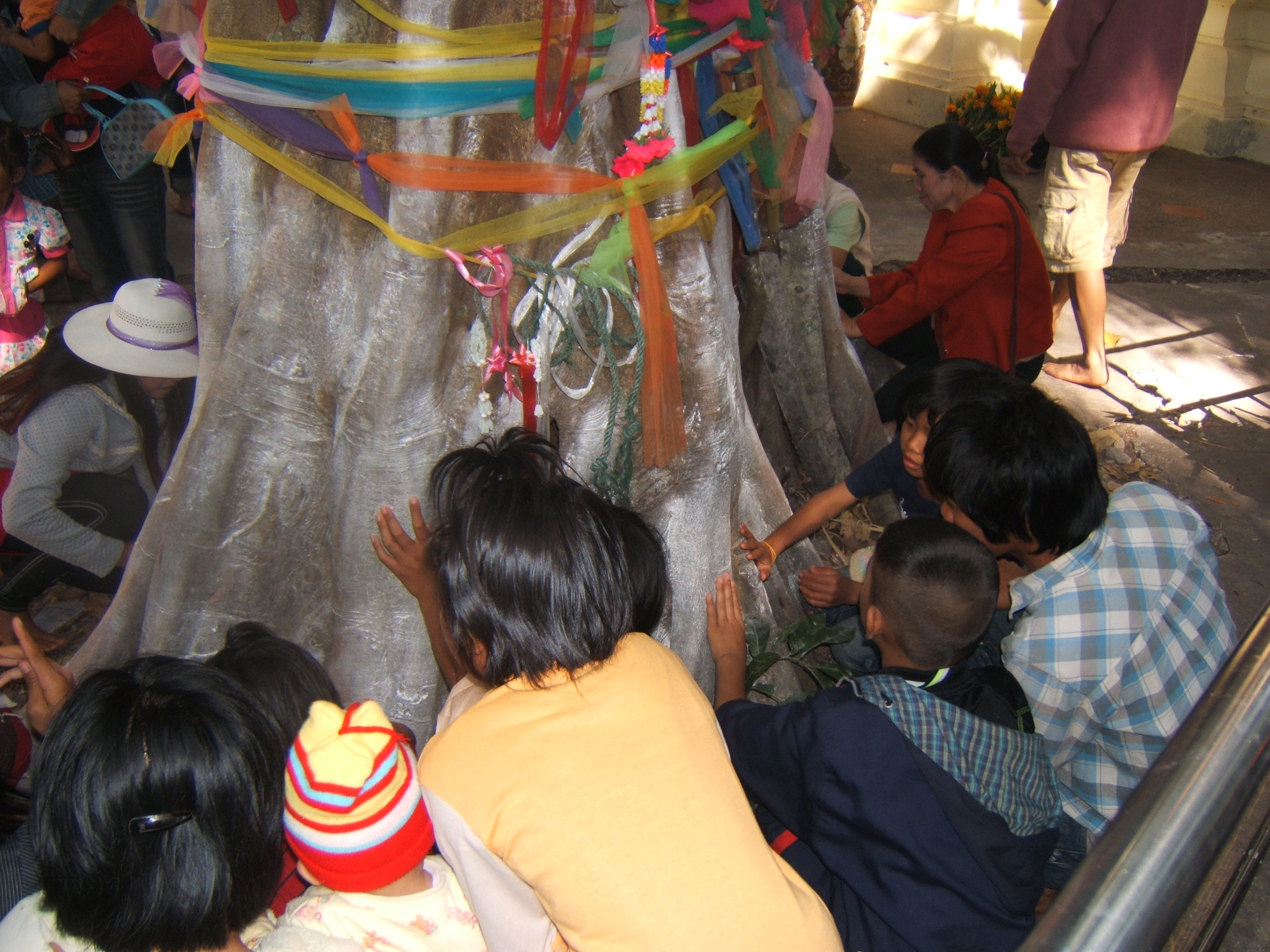
Der Bodhi-Baum
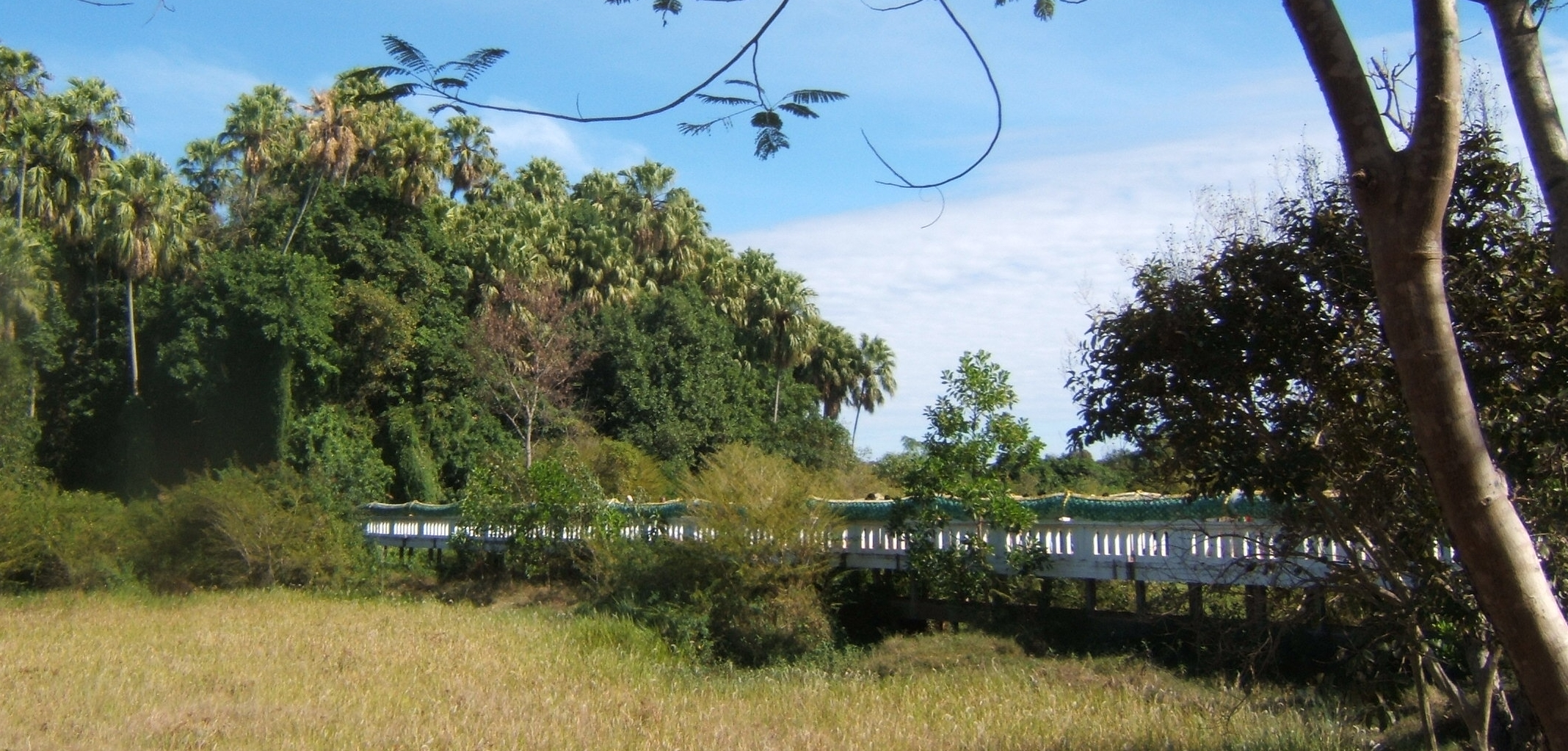
Die Brücke zur Insel der Naga